# Моссоро (футболіст)
Жозе Марсіо да Кошта (порт. José Márcio da Costa), більш відомий як Моссоро (порт. Mossoró), нар. 4 липня 1983, Моссоро) — бразильський футболіст, півзахисник клубу «Істанбул ББ».

## Ігрова кар'єра
Народився 4 липня 1983 року в місті Моссоро, в честь якого і взяв своє прізвисько. Вихованець футбольної школи клубу «Ферровіаріо» та «Санта Катарина».
У дорослому футболі дебютував 2003 року виступами за «Паулісту», в якій провів три роки, взявши участь лише у 18 матчах чемпіонату, проте 2005 року допоміг команді стати володарем Кубка Бразилії.
Своєю грою привернув увагу представників тренерського штабу клубу «Інтернасьйонал», до складу якого приєднався 2005 року. Відіграв за команду з Порту-Алегрі наступні три сезони своєї ігрової кар'єри. За цей час виборов титул володаря Кубка Лібертадорес та Рекопи Південної Америки.
Протягом сезону 2007/08 років на правах оренди захищав кольори португальського «Марітіму», після чого залишився в Португалії, уклавши контракт з «Брагою», у складі якої провів наступні п'ять років своєї кар'єри гравця. Більшість часу, проведеного у складі «Браги», був основним гравцем команди і 2013 року допоміг команді вперше в своїй історії виграти Кубок португальської ліги. Крім того Моссоро з командою ставав віце-чемпіоном Португалії, а також фіналістом Ліги Європи.
Протягом сезону 2013/14 років захищав кольори саудівського клубу «Аль-Аглі».
До складу клубу «Істанбул ББ» приєднався влітку 2014 року. Відтоді встиг відіграти за стамбульську команду 63 матчі в національному чемпіонаті.

## Титули і досягнення
- Володар Кубка Бразилії (1):

«Пауліста»: 2005
- Володар Кубка Лібертадорес (1):

«Інтернасьйонал»: 2006
- Переможець Рекопи Південної Америки (1):

«Інтернасьйонал»: 2007
- Володар Кубка португальської ліги (1):

«Брага»: 2012–13